# Union africaine de taekwondo
L'Union africaine de taekwondo est une association qui regroupe les fédérations nationales de taekwondo en Afrique. Son rôle est de gérer et développer le taekwondo à l'échelon continental.
L'organisme est fondé en avril 1979 en marge des Championnats d'Afrique de taekwondo 1979 à Abidjan, avec onze nations fondatrices : le Bénin, la Côte d'Ivoire, l'Égypte, le Gabon, le Ghana, la Haute-Volta, le Kenya, le Lesotho, le Maroc, la Mauritanie et le Togo.